# William Samuel Verplanck Junior
William Samuel Verplanck Junior (Plainfield, Nova Jersey 16 de gener de 1916 - Knoxville (Tennessee), 30 de setembre de 2002) va ser un psicòleg nord-americà. Dirigí una sèrie d'experiències significatives en el camp de l'etologia, la psicologia experimental, i en particular a l'àmbit del conductisme radical.

## Articles científics
- Verplanck, W.S. (1942) The development of discrimination in a simple locomotor habit. Journal of Experimental Psychology, 31, 441-464.[3]
- Berry, R.N., Verplanck, W.S., and Graham, C.H. (1943) The reversal of discrimination in a simple running habit. Journal of Experimental Psychology, 32, 325-334.[4]
- Verplanck, W.S. (1946) The effects of paredrine on night vision test performance. (Bur. Med. Surg., 1944; Publ. Bd., N. 23049) Washington, D.C.: U.S. Dept. Commerce, 14.
- Verplanck, W.S. (1946) Comparative study of adaptometers. (Bur. Med. Surg., 1942, Publ. Bd. No. 23050) Washington, D.C.: U.S. Dept. Commerce, 34.
- Verplanck, W.S. (1946) Night vision testing on members of crew of the U.S.S. New Jersey (Bur. Med. Surg., 1943; Publ. Bd. No. 23072) Washington, D.C.: U.S. Dept. Commerce, 9.